# Фихтер, Дженнифер
Дженнифер Кристин Фихтер (англ. Jennifer Christine Fichter; род. 8 декабря 1984) — американская школьная учительница, осуждённая за многочисленные эпизоды совращения трёх семнадцатилетних старшеклассников в период с 2011 по 2014 годы.
В июле 2015 года по решению окружного суда округа Полк (Флорида) Фихтер была признана виновной по всем 37 пунктам обвинения и приговорена к 22 годам лишения свободы.

## Факты из биографии
В июне 2003 Дженнифер окончила старшую школу Пэксон (Paxon High School) в Джэксонвилле (Флорида).
В 2003—2006 годах Фихтер обучалась в Университете Флориды, который окончила со степенью бакалавра искусств по английскому языку.
В августе 2007 года Фихтер начала работать учительницей в средней школе Робинсвуд в Орландо. Она преподавала английскую словесность. Однако в ноябре 2008 года администрация учебного заведения обвинила Фихтер в нарушении этических правил школы и «недопустимых отношениях» с восьмиклассником и отстранила от преподавания, а в декабре Дженнифер уволилась.
В августе 2011 начала работать в старшей школе Кэтлин в Лейкленде (Флорида). Как позже выяснили местные СМИ, Дженнифер при поступлении на работу несколько раз соврала, в частности скрыв то, что в её отношении проводили расследование.

## Следствие и суд
Дженнифер Фихтер была арестована 14 апреля 2014 года по обвинению в 37 эпизодах сексуальных отношений с несовершеннолетними, происходившими в 2011—2014 годах. За каждый подобный эпизод Дженнифер грозило до 15 лет тюрьмы, однако в апреле 2015 года она отказалась от сделки со следствием, предлагавшим 25 лет тюрьмы суммарно за все эпизоды.
Флорида является одним из 12 штатов США, где возраст сексуального согласия составляет 18 лет. В остальных 38 штатах возраст варьируется от 16 до 17 лет.
Во время суда Дженнифер раскаялась в содеянном и подтвердила информацию о своей беременности от учащегося и вынужденном аборте.
2 июля 2015 года судья Гленн Шелби огласил приговор, отправив Дженнифер Фихтер в тюрьму на 22 года и назвав её «хищницей», повторив определение сержанта Гэри Гросс (полиция Лейкленда).
Также 21 июля 2015 года начался второй судебный процесс, связанный с обвинениями в сходных преступлениях, совершенных на территории округа Хилсборо (Флорида).
В ноябре 2016 года Фихтер просила суд о смягчении приговора. Её новый адвокат Роберт Норгард вызвал лишь одного свидетеля — доктора Ричарда Маршалла, нейро- и судебного психолога, который заявил, что обычно мужчины вступают в сексуальные отношения с несовершеннолетними имея хищнические мотивы, а женщинам сексуальное хищничество и оппортунистическое поведение менее свойственно и у них могут быть мотивы эмоционального характера, а не сексуального. Прокурор вновь утверждала, что Фихтер — хищница. В итоге судья Гленн Шелби отклонил прошение.
25 апреля 2017 года было принято решение по делу на территории округа Хилсборо. Фихтер была приговорена к 3 годам тюрьмы, которые будут отсчитываться параллельно с первым наказанием

## Общественная реакция
На ресурсе Change.org была опубликована петиция в её защиту (на русском языке), собравшая за сутки порядка 25 тысяч подписей, а к 9 июля более 50 тысяч.
Приговор, вынесенный судьей Гленном Шелби, вызвал широкую и неоднозначную реакцию; в частности местные СМИ отмечали массовые возмущения столь длительным наказанием со стороны европейцев. Некоторые отмечали, что такая реакция лишь показывает двойные стандарты: если бы учитель-мужчина имел отношения с тремя несовершеннолетними ученицами, общественность могла бы потребовать более жестокого наказания.